# Кордоба, Хорхе Кристиан
Хо́рхе Кристиа́н Ко́рдоба (исп. Jorge Cristian Córdoba; 12 декабря 1987, Санта-Фе) — аргентинский футболист, нападающий клуба «Спортиво Бельграно».

## Биография
Дебютировал в профессиональном футболе в 2008 году в составе родной команды «Унион» из Санта-Фе, выступающей на данный момент в Примере B (2-й дивизион в иерархии аргентинского футбола). Провёл за «Унион» лишь 2 матча в чемпионате. В январе 2009 года был отдан в аренду до 30 июня 2010 года в уругвайский «Ривер Плейт» с возможностью последующего выкупа.
Свой первый гол в карьере Кордоба забил 16 мая 2009 года в ворота легендарного «Пеньяроля». За один сезон провёл в «Ривер Плейте» из Монтвеидео 41 матч, в которых забил 11 голов. Особенно удачно для габаритного аргентинца складывались матчи в Южноамериканском кубке — в розыгрыше 2009 года он отметился 5-ю забитыми голами и стал третьим бомбардиром того турнира. Кордоба помог «Ривер Плейту» дойти до полуфинала турнира и свой пятый гол Кордоба забил именно в ворота ЛДУ Кито, будущего победителя турнира, в первом матче полуфинала.
В сезоне 2010/11 Кордоба выступал в «Химнасии» из Ла-Платы, однако не смог помочь своей команде избежать вылета из Примеры чемпионата Аргентины. С 2011 года играет за эквадорский «Депортиво Кито».